# Kim Bong-jo
Kim Bong-jo (kor. 김봉조; ur. 29 maja 1942) – południowokoreański zapaśnik walczący w stylu klasycznym. Olimpijczyk z Tokio 1964, gdzie zajął 22. miejsce w kategorii do 63 kg.

## Letnie Igrzyska Olimpijskie 1964
| Konkurencja          | Rundy eliminacyjne          | Rundy eliminacyjne  | Klas. końcowa |
| Konkurencja          | Przeciwnik I                | Przeciwnik II       | Miejsce       |
| -------------------- | --------------------------- | ------------------- | ------------- |
| 63 kg styl klasyczny | Petros Galaktopulos (GRE) P | Imre Polyák (HUN) P | 22.           |